# Krasnoïlsk
Krasnoïlsk (en ukrainien : Красноїльськ ; en russe : Красноильск ; en roumain : Crasna-Ilschi) est une commune urbaine de l'oblast de Tchernivtsi, en Ukraine. Sa population s'élevait à 10 428 habitants en 2021.

## Géographie
Krasnoïlsk se trouve à 8 km de la frontière avec la Roumanie, à 42 km au sud-ouest de Tchernivtsi et à 448 km au sud-ouest de Kiev.

## Population
Recensements (*) ou estimations de la population :
| 1970* | 1979* | 1989* | 2001* |
| ----- | ----- | ----- | ----- |
| 6 448 | 7 206 | 7 817 | 9 142 |

| 2011  | 2012  | 2013  | 2014   |
| ----- | ----- | ----- | ------ |
| 9 738 | 9 879 | 9 950 | 10 021 |

| 2021   | - | - | - |
| ------ | - | - | - |
| 10 428 | - | - | - |